# 白云北站
白云北站，位于中华人民共和国贵州省贵阳市白云区科创南路，是成贵客运专线上的高铁站，中国铁路成都局集团贵阳车务段管辖。

## 歷史
- 2019年12月30日开通运营。[1]

## 車站周邊
- 贵州科学城智谷

## 外部連結
- 中国铁路客户服务中心 （页面存档备份，存于）